# Моделезависимые регистры
Моделезависимые регистры (Model-Specific Registers, MSR) — специальные регистры процессоров архитектуры x86, наличие и назначение которых варьируется от модели к модели процессора. Программно доступны при помощи команд RDMSR и WRMSR. Адресуются 32-битным индексом, который помещается в регистр ECX. Некоторые индексы зарезервированы таким образом, что по ним размещаются регистры с предопределённым назначением, зависимым от флагов расширений, возвращаемых командой CPUID, либо рекомендуемых спецификациями Intel.